# Glossophaga
Glossophaga es un género de murciélagoss pertenecientes a la familia  Phyllostomidae.   Los miembros del género son nativos de los  Neotrópicos .

## Especies
- Glossophaga commissarisi Gardner, 1962
- Glossophaga leachii Gray, 1844
- Glossophaga longirostris Miller, 1898
- Glossophaga morenoi Martinez and Villa, 1938
- Glossophaga soricina (Pallas, 1766)[2]